# Hipposideros macrobullatus
Hipposideros macrobullatus — є одним з видів кажанів родини Hipposideridae.

## Поширення
Країни поширення: Індонезія. Цей вид, як вважають, спочиває в печерах і дуплах дерев. Імовірно полює в лісі.

## Загрози та охорона
Втрата місць проживання у зв'язку з рубками і втручанням людини в печери являють загрозу для цього виду. Цей вид, можливо, зустрічається в охоронних районах.